# أضاض (أفلا إغير)
أضاض هو دُوَّار يقع بجماعة أفلا اغير، إقليم تيزنيت، جهة سوس ماسة في المملكة المغربية. ينتمي الدوّار لمشيخة أفلا إغير التي تضم 31 دوار. يقدر عدد سكانه بـ 2 نسمة حسب الإحصاء الرسمي للسكان والسكنى لسنة 2004.

## روابط خارجية
- البوابة الوطنية للجماعات الترابية
- المندوبية السامية للتخطيط